# Cibercafè

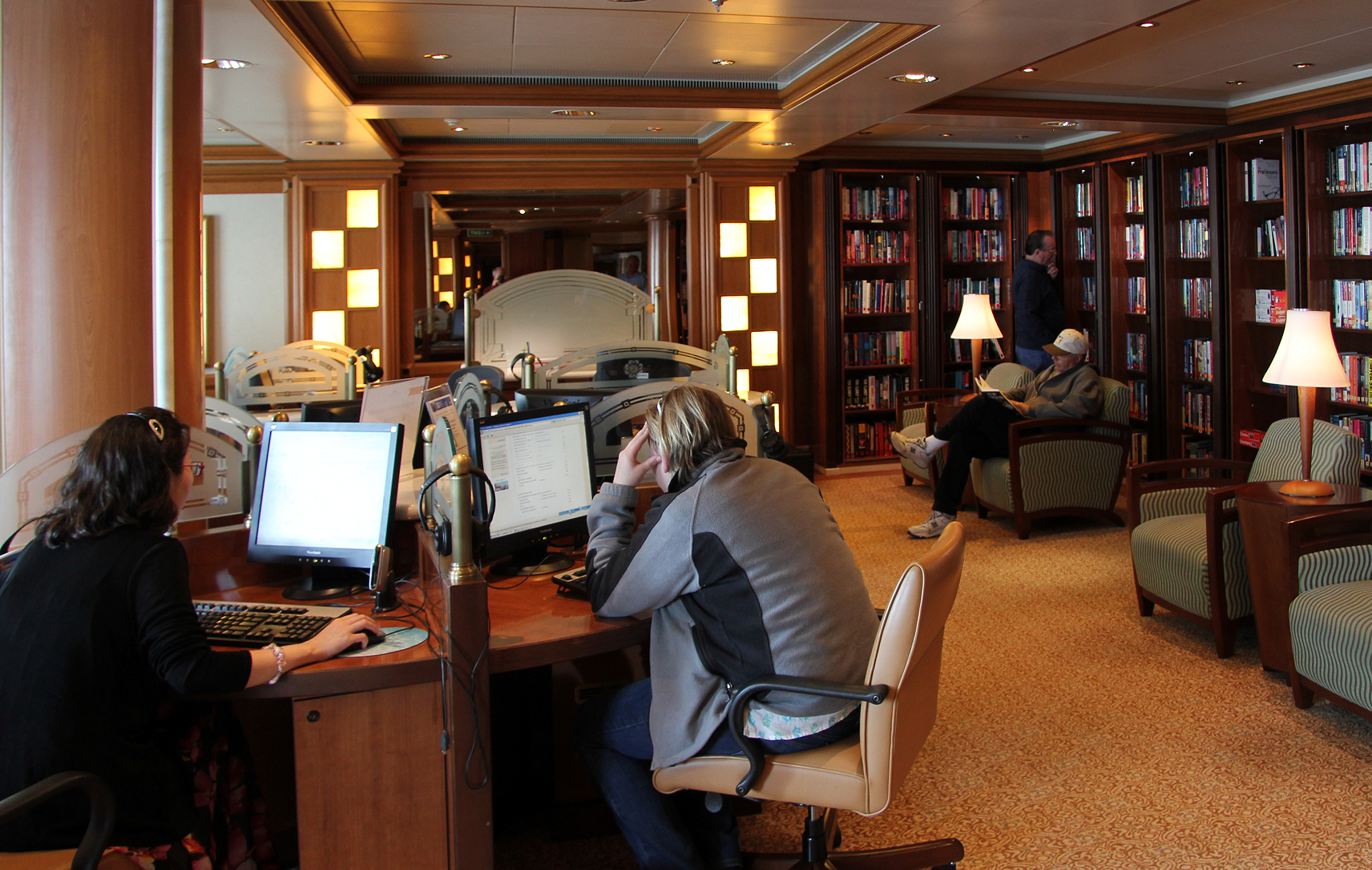
Cibercafè i biblioteca en un creuer

Un cibercafè o cibercafé, cafè d'Internet, ciberlocal o simplement ciber és un lloc comercial que permet, per mitjà d'un pagament determinat, o en alguns casos de manera gratuïta (en la majoria d'aquests casos, les cibersales gratuïtes pertanyen a organismes de l'estat o a organitzacions no lucratives) obtenir per un temps establert accés a la navegació a Internet i a altres serveis de la xarxa com missatgeria instantània, correu electrònic, videoconferència o Veu per IP, a més a més pot fer-se ús d'aplicacions d'oficina, software d'edició d'imatges i utilitats de programari. En aquests llocs també és molt freqüent comptar amb serveis d'impressió de documents, escànner, enregistrament de CD o DVD, lectors de memòries per a càmeres fotogràfiques i una varietat de perifèrics que no són d'ús comú domèstic.
Els cibercafès han contribuït de forma considerable a la massificació d'Internet, en especial en comunitats on els alts costos per tenir accés a la tecnologia dificulten que la gent tingui la possibilitat de comptar amb Internet a les seves llars.

## Història
Els primers cibercafès van ser oberts a Londres (Anglaterra) el 1994.
El primer cibercafè va ser el Cafè Cyberia, que va obrir les portes el setembre de 1994. La seva fundadora, Eva Pascoe, diu que la idea se li va venir al capdavant a començaments dels anys 90, quan passava molt temps lluny de la seva família treballant a la seva tesi doctoral. En aquells temps, era de les poques persones que tenia accés a un compte de correu electrònic, servei purament acadèmic per aquells dies; però en no tenir ningú més en la seva família una adreça electrònica, havia de gastar quantitats considerables de diners en comptes telefònics.
Un dia, asseguda en un cafè a prop de la seva universitat, va pensar que podria ser divertit poder anar en aquest establiment amb el seu ordinador portàtil i enviar correus mentre es prenia un descans en la seva rutina habitual. Va fer un cop d'ull al voltant i va poder reconèixer alguns amics dels quals sabia que tenien connexió a Internet des de les seves cases. Després, parlant amb ells, van pensar en com seria tenir connexió permanent a Internet des d'un cafè i pagar una petita tarifa per poder intercanviar missatges amb els seus amics i familiars, enviar correu i tenir missatgeria instantània. Tres mesos després, el setembre, van obrir el primer cafè d'Internet a Londres. Des d'aquell moment fins ara, els cibercafès s'han multiplicat per tot el món.

### El cibercafè com a negoci
En l'actualitat, gràcies a la massificació d'Internet a molts països, els cibercafès s'han convertit en negocis molt populars. Tanmateix, la sobreoferta, la competència deslleial i la caiguda dels preus han fet que el sector hagi sofert una important crisi, raó per la qual molts negocis s'han vist obligats al tancament.
Una altra circumstància que ha posat en la mira de les autoritats als cafès d'internet és l'augment de delictes informàtics realitzats des d'aquests llocs d'accés públic, on es dificulta el control de l'usuari.
En alguns països amb dèficit de drets humans, com Turquia, la Xina o l'Aràbia Saudita, els cafès d'internet han estat durament regulats per prevenir que els seus ciutadans es comuniquin amb llibertat i coneguin la informació de l'exterior sense restriccions. S'obliga a l'aplicació d'estrictes filtres i es realitzen controls de censura governamental.

### Clients
En el moment de la seua vigència, els majors usuaris dels cibercafès eren els joves que solien reunir-se en ells per accedir a videojocs en xarxa. També són freqüentats per gent que té controlat l'accés a Internet en el seu lloc de treball i no té alternatives de consulta a les seves llars, per estudiants i pares que requereixen assessoria en recerques d'informació, per viatgers que troben als cibercafès la possibilitat de tenir una via per comunicar-se amb els seus familiars i amics i per qualsevol altra persona que requereixi accés a Internet i els seus serveis de forma ràpida i econòmica.
En alguns països, els cibercafès reuneixen comunitats d'amics els caps de setmana a la nit, com a alternativa de lleure a la ingesta d'alcohol, car els seus horaris liberals se solen estendre fins i tot altes hores de la nit.

### Cafè als cibercafès
Encara que a molts països el concepte de cafè pròpiament l'esmentat no és constant encara hi ha molts d'aquests negocis que permeten la venda i consum de menjar i beguda, fins i tot el cafè. Potser el nom de cafè ve associat als antics cafès, on la gent es reunia per intercanviar opinions amb els seus amics i coneguts, i com a tal és només una evolució natural afavorida per la tecnologia.